# Barrage de Kralkızı
Le barrage de Kralkızı est un barrage turc sur le Tigre dans la province de Diyarbakır construit dans le cadre du vaste projet du Sud-est anatolien. C'est le premier barrage rencontré par le fleuve, il est situé immédiatement en amont du barrage de Dicle et n'est qu'à 5 km à l'ouest de Dicle alors que le barrage de Dicle est à 18 km au sud-est de la ville.

## Sources
- (tr) « Kralkızı Barajı », sur Agence gouvernementale turque des travaux hydrauliques (DSİ)